# Niccolò Cabeo
Niccolò Cabeo (Ferrara, 26 febbraio 1586 – Genova, 30 giugno 1650) è stato un gesuita, filosofo e matematico italiano.
Con il suo nome è stato chiamato il cratere lunare Cabeus.

## Biografia
Nel 1602 novizio della Compagnia di Gesù, ebbe Giuseppe Biancani come insegnante di matematica nel collegio gesuitico di Parma dove compiuti i suoi studi fu docente di filosofia per molti anni e ricevette gli ordini sacerdotali nel 1622. Dopo il 1622 abbandonato l'insegnamento fu predicatore in varie città italiane mantenendo sempre stretti rapporti di familiarità con Ferdinando Gonzaga e Francesco d'Este. 
Cabeo prese parte alla contesa tra Bologna e Ferrara sull'introduzione del Reno nel Po Grande avvenuta negli anni venti del Seicento, prendendo le parti dei ferraresi e opponendosi alle teorie di Benedetto Castelli.
Nel 1632 si stabilì a Genova dove conobbe Giovanni Battista Baliani divenendone amico. Nel suo commento alle Meteore di Aristotele Cabeo sostenne e testimoniò la priorità della scoperta della legge di caduta dei gravi dello scienziato genovese rispetto a quella di Galilei.
Cabeo collaborò con vari fisici del suo tempo su argomenti che mettevano in discussione le ricerche di Galilei: con lo stesso Baliani a Genova, con il Renieri a Pisa, con il Riccioli, suo amico e allievo anche lui del Biancani, con il quale nel 1634 aveva condotto a Ferrara esperimenti sulla caduta dei gravi. Soggiornò a Roma nello stesso periodo in cui era presente nel 1645 e nel 1646 Marin Mersenne, il "segretario dell' Europa dotta"  che vi si trovava in occasione dell'elezione di Vincenzo Carafa a generale dei gesuiti. 
Tornato a Genova per dedicarsi all'insegnamento nel collegio gesuitico, morì dopo due mesi nel 1650.

## Opere

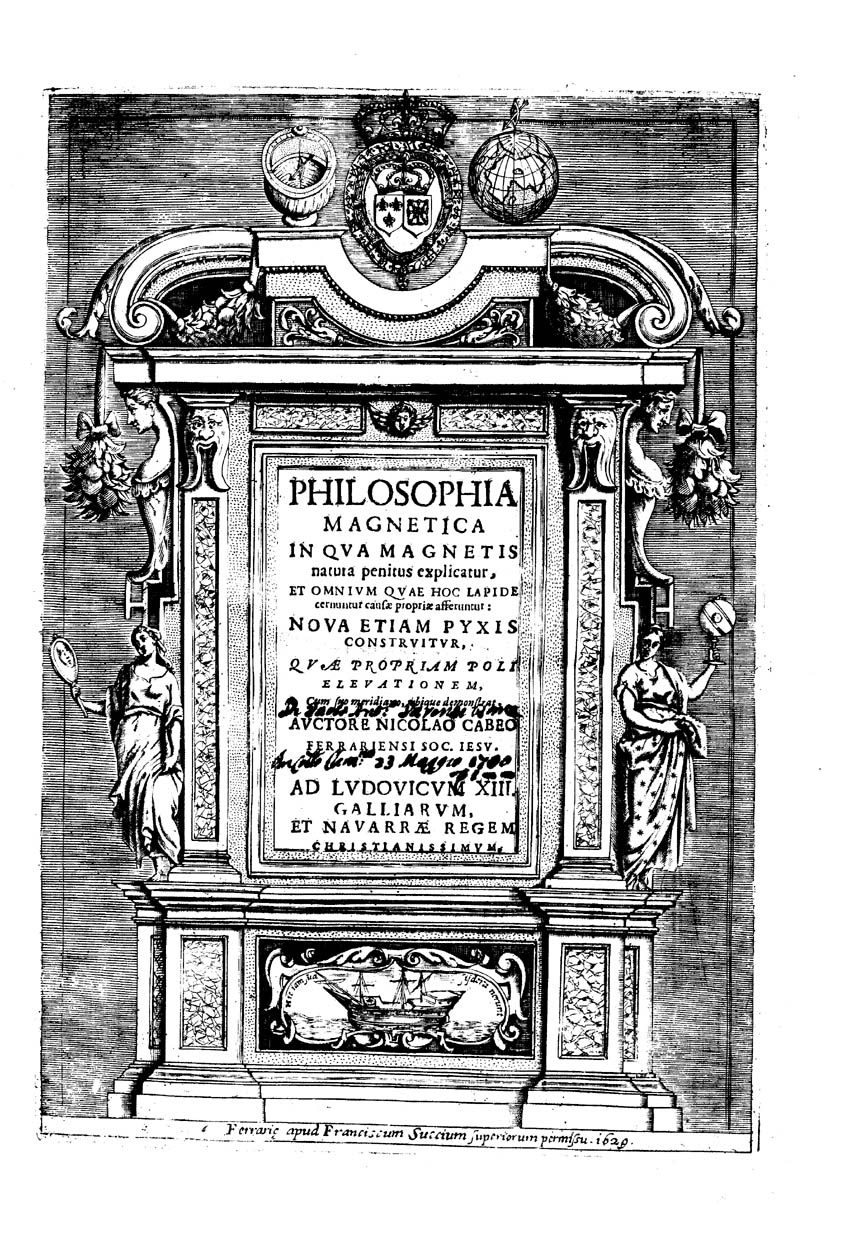
Philosophia magnetica, 1629

Fin dal 1617 Cabeo aveva iniziato a comporre la Philosophia magnetica che, stampata poi a Ferrara nel 1629, fu criticata negativamente dagli studiosi galileiani. Nell'introduzione Cabeo sosteneva l'imprescindibile necessità che ogni asserzione scientifica fosse sostenuta dall'esperienza e - sulla base degli studi di Pierre Pelerin de Maricourt, di Giovanni Battista Della Porta e di William Gilbert, dell'opera inedita del gesuita Leonardo Garzoni - asseriva, dopo aver condotto accurati esperimenti, che la Terra possedeva una qualità magnetica che assieme alla gravità faceva sì che quella fosse stabile e immobile. Nella stessa opera definiva il fenomeno della repulsione elettrica.
Nel 1646 venivano pubblicati a Roma i quattro volumi di un commento alle Meteore di Aristotele con il titolo In quatuor libros Meteorologicorum Aristotelis commentaria, et quaestiones quatuor tomis compraehensa... poi modificato nella ristampa del 1686 in Philosophia experimentalis, dove Cabeo si schierava a difesa della priorità del Baliani e, nel criticare in nome dell'osservazione e dell'esperimento la concezione metafisica aristotelica, introduceva la presentazione di questioni scientifiche attuali. L'opera era condotta in duri toni antigalileiani con un'aspra contestazione del fenomeno delle maree così com'era stato descritto da Galilei sostenendo invece che fosse dovuto «all'ebollizione, operata dalla Luna, di "spiriti sulfurei e salnitrosi" presenti sul fondo del mare.»
Cabeo sostenne la validità scientifica dell'alchimia da lui ritenuta un "philosophia chimica" che, depurata da ogni aspetto esoterico, era degna di studio e osservazione.

### Edizioni
- (LA) Philosophia magnetica, Ferrara, Francesco Suzzi, 1629.
- In quatuor libros meteorologicorum Aristotelis commentaria, Roma, 1646.
- (LA) Philosophia experimentalis, vol. 1, Roma, Giuseppe Dondini, 1686.
- (LA) Philosophia experimentalis, vol. 2, Roma, Giuseppe Dondini, 1686.
- (LA) Philosophia experimentalis, vol. 3, Roma, Giuseppe Dondini, 1686.
- (LA) Philosophia experimentalis, vol. 4, Roma, Giuseppe Dondini, 1686.